# Mars to Stay

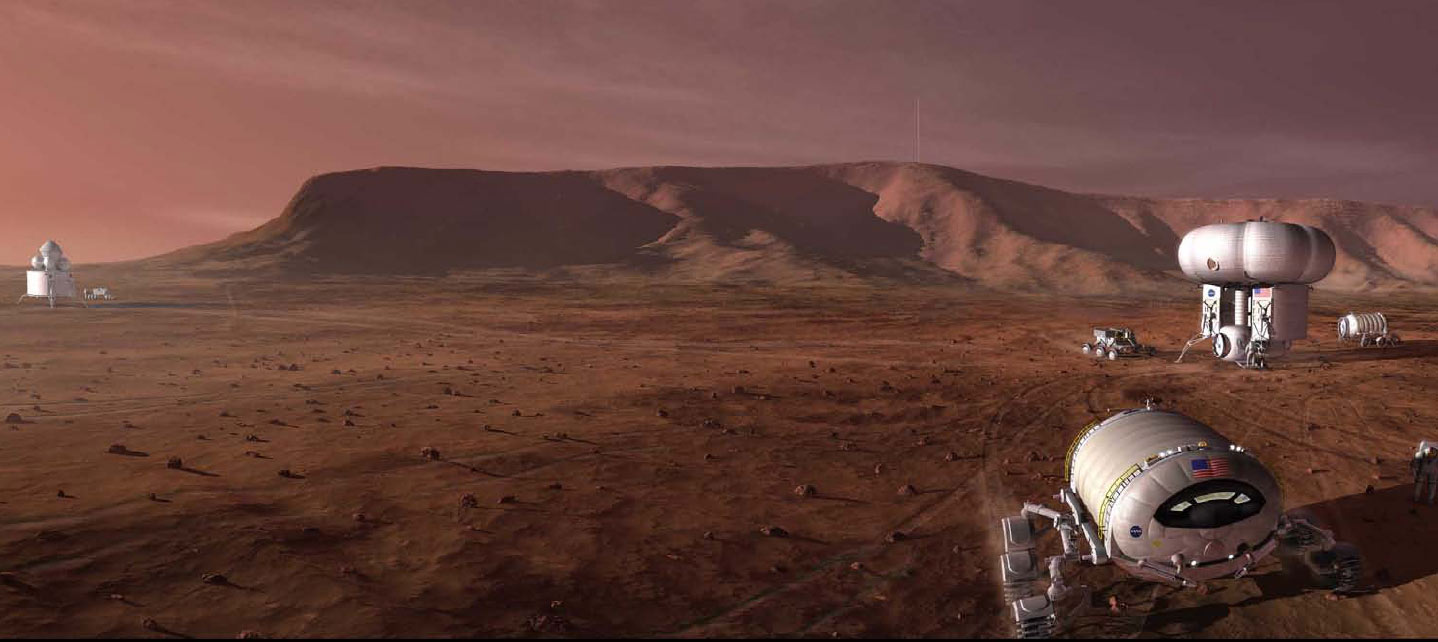
Proyecto para NASA Design Reference Mission Architecture 5.0 (2009)

Mars to stay (en español: "Marte para quedarte") es una misión que propone a los astronautas que se envíen a Marte por primera vez la opción de quedarse. Los vehículos que no se van a utilizar como medio de regreso de emergencia serían reutilizados para la construcción de asentamientos tan pronto como la habitabilidad de Marte sea posible para los primeros pioneros. Éstas misiones se abogan tanto para reducir costos y como para garantizar el asentamiento permanente en Marte. Entre los muchos destacados defensores de la misión, se encuentra el exastronauta de Apolo Buzz Aldrin, que siendo particularmente franco, lo sugirió en numerosos foros "Forget the Moon, Let’s Head to Mars!" y en junio de 2013 Aldrin promovió una misión tripulada "haz de Marte tu hogar y conviértete en una especie de dos planeta". En agosto de 2015, Aldrin, junto con el Florida Institute of Technology, presentó un "plan maestro", para que la NASA lo tuviera en consideración, para los astronautas, con un "turno de servicio de diez años", para colonizar Marte antes del año 2040. El Mars Underground, Mars Homestead Foundation, Mars One, la Mars Artists Community, y organizaciones empresariales también han adoptado iniciativas de política de Marte para quedarse.
El proyecto principal para una misión de quedarse indefinidamente en Marte fue propuesto en el taller VI de Marte en 1996, durante una presentación realizada por George Herbert titulada "One Way to Mars."

## Otras lecturas
- When Will We Land on Mars? by Dr. Werner Von Braun (Popular Science: March 1965) (Google Books link)
- Human Mars Mission, Weights and Mass Properties, (PDF) (October 1999)
- Austere Human Mission to Mars. NASA – JPL (H. Price et al.) Minimalist Mars Design Reference Mission (Space 2009 AIAA Conference Paper)